# Pekka Niemi (tyngdlyftare)
Pekka Kalevi Niemi, född 14 november 1952 i Lochteå, är en finländsk före detta tyngdlyftare.
Niemi blev olympisk bronsmedaljör i 100-kilosklassen i tyngdlyftning vid sommarspelen 1984 i Los Angeles.